# 奎特瓦亞 (亞利桑那州)
奎特瓦亞（英語：Kuit Vaya）是位於美國亞利桑那州皮馬縣的一個非建制地區。該地的面積和人口皆未知。

## 地理
奎特瓦亞的座標為31°40′42″N 111°40′51″W / 31.67833°N 111.68083°W，而該地的平均海拔高度為977米（即3205英尺）。